# Clinocentrus rhysipoloides
Clinocentrus rhysipoloides (лат.) — вид паразитических наездников рода Clinocentrus из семейства Braconidae (Rogadinae). Россия: Приморский край.

## Описание
Мелкие наездники, длина от 3,6 до 5,1 мм. Основная окраска чёрная, с красновато-жёлтыми пятнами на теле; усики красновато-коричневые, птеростигма коричневая. Нижнечелюстные щупики 6-члениковые, нижнегубные щупики состоят из 4 сегментов. Усики нитевидные, состоят из 35—39 члеников. Предположительно, как и близкие группы, эндопаразитоиды личинок насекомых.
Вид был впервые описан в 1995 году в ходе ревизии Палеарктической фауны, проведённой российским гименоптерологом Сергеем Белокобыльским (ЗИН РАН, Санкт-Петербург, Россия).